# Трипільське коло
«Трипі́льське ко́ло» (англ. Trypilske kolo) — міжнародний еко-культурний фестиваль, що проходив на пагорбах Дніпра біля міста Ржищева Київської області.

## Ідея
Фестиваль мав п'ятирічний цикл, кожен фестивальний рік носив тематику однієї із стихій природи — Вода, Земля, Повітря та Вогонь. Кожен фестиваль циклу мав також власну мистецьку, освітню, екологічну та соціальну тематику.

## Концепція
Завданням фестивалю було пробудити живий інтерес до історичної спадщини, зокрема, трипільської культури, запропонувати альтернативні способи організації відпочинку для сім'ї та молоді, відродити й інтегрувати в сучасний світ різноманітні етнічні традиції, поєднуючи їх з елементами сучасних досягнень у галузях культури, освіти, виробництва, менеджменту та інших сфер життя людини. Фестиваль об'єднував в собі оздоровчі, спортивні, музичні, екологічні, освітні, виставкові та інші культурно-розважальні і культурно-просвітницькі програми в стилі «етно».
«Трипільське коло» виступало інструментом зрушення фестивальної аудиторії зі стадії мистецтва споглядання і споживання до мистецтва створення, з пасивного існування до повноцінного гармонійного життя. Кожен відвідувач міг стати творцем оточуючого світу. Через комунікацію та мистецтво фестиваль мав сприяти розумінню людиною значущості її життя, актуалізувати свідоме ставлення до здоров'я, природи, суспільства, мотивувати до позитивних та усвідомлених змін у її бутті.
Фестиваль складався з п'ятирічного циклу, у якому кожен фестивальний рік мав власну мистецьку, освітню, екологічну та соціальну тематику, а також передавав символізм однієї зі стихій природи: Води, Землі, Вогню та Повітря. П'ятий рік під назвою «Парад Стихій» був інтегруючим та об'єднував всі попередні напрацювання, а також виводив фестиваль на новий щабель розвитку та реалізації принципів та завдань «Трипільського кола».

## Цілі
- Популяризація культурно-історичних земель Трипільської цивілізації у взаємодії з утвердженням високих європейських стандартів розвитку культури та туризму;
- Залучення до міжнародних туристичних маршрутів об'єктів культурної спадщини України;
- Сприяння розвитку зеленого туризму в Київському регіоні;
- Забезпечення якісного сімейного культурного відпочинку, що відповідає міжнародним стандартам;
- Популяризація здорового способу життя, реалізація спортивно-оздоровчих заходів;
- Реалізація освітніх програм, сприяння міжнаціональній та міжконфесійній толерантності та взаємодії;
- Збереження й актуалізація національної мистецької спадщини;
- Розвиток та підтримка етнотворчості;
- Виявлення та підтримка обдарованої творчої молоді;
- Налагодження міжнародного культурного співробітництва;
- Формування позитивного екологічного мислення.

## Історія
- 2008 (28—29 червня): Вода «Чиста Вода — чисте життя!»

У його основній музичній програмі взяли участь Тінь Сонця, «Гуляйгород», «АтмАсфера», Даха-Браха, Osimira, «Гайдамаки» та Руслана.
- 2009 (4—5 липня): Земля «Збережемо Землю — збережемо рід!»[1]

Його музичну частину склали гурти «АтмАсфера», Rokash (Білорусь), Очеретяний кіт, Тінь Сонця, Вася Club, Н.Три, «Астарта»&НеДіля та інші.
- 2010 (1—4 липня): Вогонь «Запалюємо серця!»

На головній сцені фестивалю виступили «Піккардійська терція», «Mad Heads xl», «Osimira» (Білорусь), «Wadada» (Польща), Даха Браха, «ДримбаДаДзига», «АтмАсфера», «PoliКарп» та «Русичі». Анонсована «Крихітка» не приїхала через проблеми зі здоров'ям вокалістки.
- 2011 (30—3 липня): Повітря «Дихай на повні груди!»

На Головній сцені виступили Rokash, Катя Chilly, «АтмАсфера», «Крихітка», Бумбокс, Тінь Сонця.
- 2012 (28—1 липня): Парад стихій «Живи Радісно!»

На фестивалі свої нові концертні програми представили Ілларія, Osimira, АтмАсфера та інші.
- 2013 (27—30 червня): Вода «Чиста Вода — чисте життя!»
- 2014 (26—29 червня): Земля «Збережемо Землю — збережемо рід!» [2]
- 2015 (25—28 червня): Вогонь «Запалюємо серця!»